# Basterna

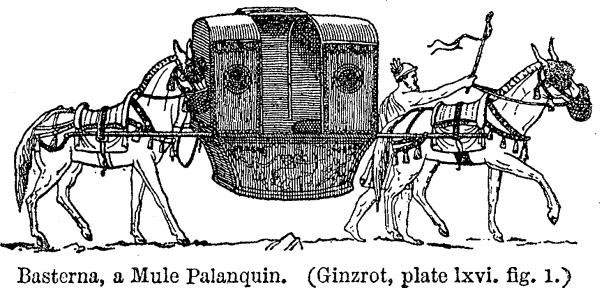
Una basterna trainata de due muli, illustrazione tratta da: A Dictionary of Greek and Roman Antiquities di William Smith

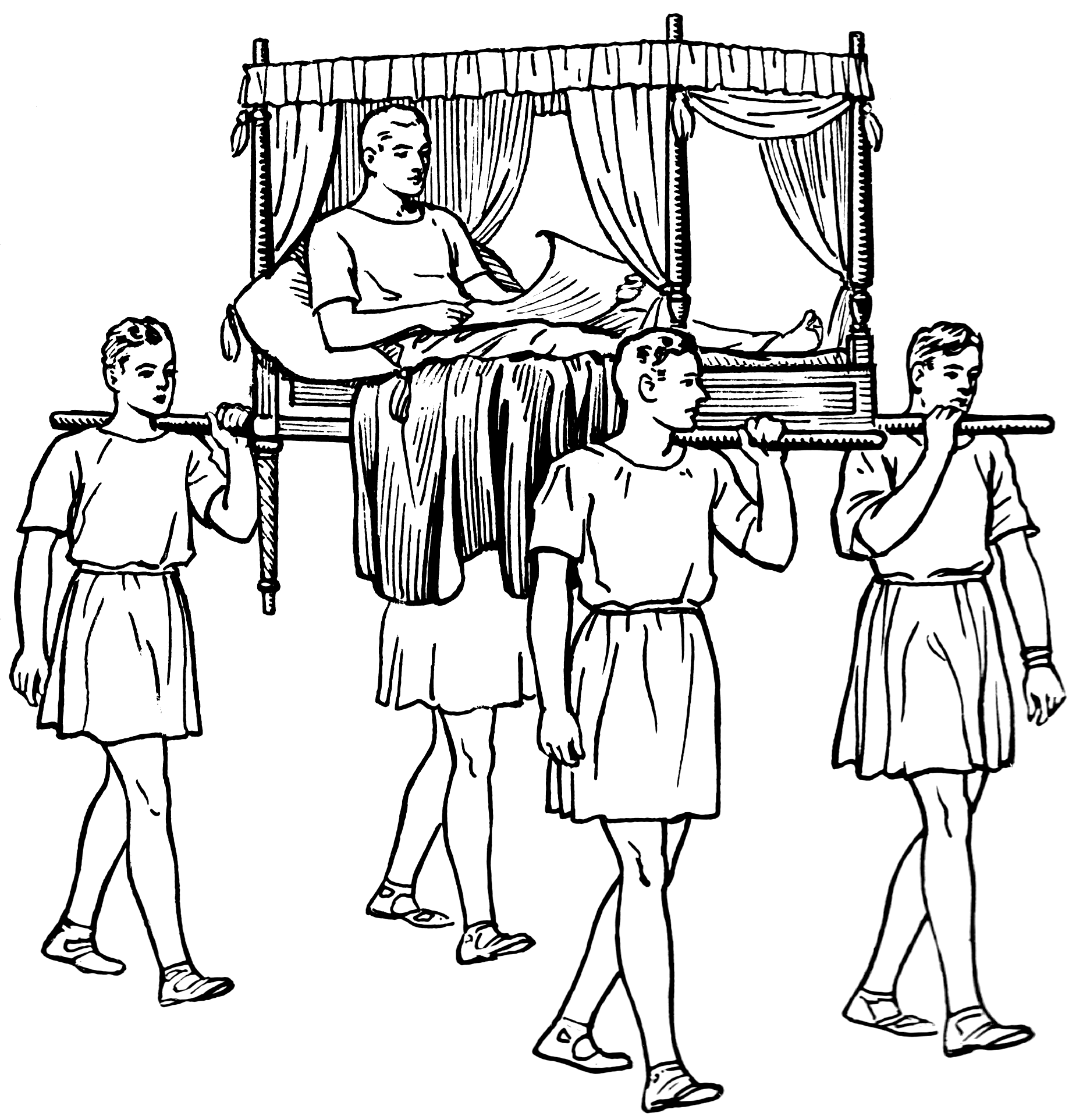
differenza della basterna con la lettiga che era un ricco mezzo di trasporto urbano, condotto da schiavi

La basterna era un veicolo di trasporto, per uomini e donne oppure solo per donne, nel sistema dei trasporti della civiltà di Roma antica. Mentre la Lettiga era impiegata da ricchi e nobili (uomini e donne), e solo in città, essendo portata sulle spalle da schiavi residenti, la basterna era un mezzo di trasporto extraurbano adatto a tutte le fasce economiche, come qualsiasi tipo di carrozza a cavalli, ma era tirata normalemente da due muli, secondo la ricostruzione fatta per primo da Isaac Casaubon, oppure da buoi. Mentre l'uso delle lettiga era uno status symbol vietato alle prostitute anche se facoltose., l'uso delle basterne fuori città era probabilmente del tutto libero; tuttavia, nel caso che gli animali da tiro impiegati per una basterna, secondo Gregorio di Tours, potevano essere anche tori, è poco pensabile  che le basterne potessero circolare liberamente anche in città.

## Etimologia e definizione della parola basterna
- Etimologicamente, data la morfologia della parola, vi sono pochi dubbi che basterna deriva dal latino bastum, il basto di tutti gli animali da trasporto, termine che a sua volta rientra nella famiglia etimologica di bastone e di baculo, anche se un minimo dubbio in proposito è stato posto da Cassio Dione, secondo il quale la nomenclazione romanica deriverebbe dal nome dei Bastarni, popolo della Ucraina meridionale.
- La prima definizione della basterna risale all'anno 636, grazie a Isidoro di Siviglia e alle sue Etymologiae[4]:

La traduzione è: «veicolo itinerante, (quasi viae sternax), composto di morbida paglia, portato da due animali». L'espressione tra parentesi ("quasi viae sternax") è ambigua perché richiama il concetto di cavallo sternace. Essa è da interpretare, secondo una dicotomia presente nel latino medievale ricavabile dal Glossarium ad scriptores mediæ et infimæ latinitatis, non nel senso di cavallo imbizzarrito e che disarciona il conducente  (caballus pavidus, qui homines rejicit de dorso suo), bensì nel senso di cavallo umile che si sterne (caballus humilis qui se sternit). In tal caso sternace era un aggettivo che dal latino medievale passa allo italiano medievale con il senso proprio della famiglia etimologica dei verbi sternere, prosternarsi e prostrarsi (non imbizzarririsi). Se ne deduce che le basterne potevano adattarsi a lunghi tragitti fino a prostrare  o prosternare, per la fatica, cavalli, muli, buoi o altri animali da tiro.
- La parola basterna ricorre allegoricamente nel vocabolario dantesco[8], indicando l'idea di un carro a due ruote, trainato da un grifone, e che trasporta l'amata Beatrice nel Paradiso terrestre.

## Ricostruzione della forma di una basterna
L'interno della basterna era chiamato cavea, e dotato almeno di uno stramentum (lo strumento degli animali per coricarsi e coprirsi), quindi possibilmente di cuscini o letti o meterassi, meno pregiati rispetto a quelli della lettiga

## Storia ed evoluzione della basterna romanica
Il sistema di trasporto delle basterna, di epoca romana, si diffuse dall'Italia alla Gallia e alla Hispania, quindi in altri paesi dell'impero. La nascita successiva di diversi tipi di carrozza e della diligenza ha la sua origine nella basterna romana.